# Liste der Vizegouverneure von New Jersey
Das Amt des Vizegouverneurs von New Jersey ist das eines gewählten Entscheidungsträgers, der eine Position in der Regierung des US-Bundesstaates New Jersey ausübt. Der Vizegouverneur ist nach dem Gouverneur das zweithöchste Amt im Staat New Jersey und wird wie dieser für vier Jahre gewählt. Allerdings ist das Amt nicht mit Verantwortung oder der Ausübung von Macht verbunden.
Das Amt wurde erst 2010 geschaffen. Davor führten nur zwei Personen in der kolonialen Periode New Jerseys (1664–1776) diesen Titel. 2006 machte ein Referendum in New Jersey den Weg für eine Verfassungsergänzung und damit die Schaffung dieses Amts frei. 2009 wurde der Vize-Gouverneur das erste Mal ins Amt gewählt.
Kim Guadagno übernahm als erste Vize-Gouverneurin der Neuzeit das Amt. Sie war vorher Sheriff des Monmouth County, New Jersey gewesen.

## Koloniale Periode (1702–1776)

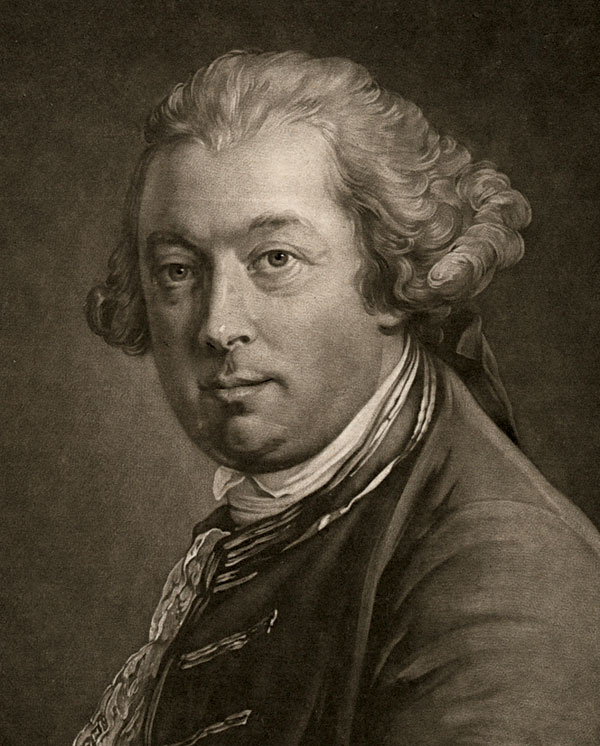
Thomas Pownall (1722–1805) diente als Vize-Gouverneur New Jerseys

Während der kolonialen Periode war New Jersey in die Kolonien East Jersey und West Jersey aufgeteilt. Diese repräsentierten die sogen. „Proprietors“, die meistens in London residierten. Im Jahre 1702 gaben die Proprietors von East und West Jersey ihre Machtbefugnisse an Königin Anne ab. Die Königin vereinigte beide Kolonien zu einer Kronkolonie und ernannte deren Gouverneure.
Nur zwei Personen übten dieses Amt aus (1702–09 und 1755–57). Richard Ingoldesby ein britischer Hauptmann wurde im November 1702 nach der Leisler Rebellion nach New York geschickt, um die die Ämter Lieutenant Governor of New Jersey and New York auszuüben und die königliche Autorität wiederherzustellen.  Ingoldesby diente unter Edward Hyde, Lord Cornbury und dessen Nachfolger John Lovelace, 4. Baron Lovelace.
Der zweite Lieutenant Governor war Thomas Pownall (1722–1805), der 1757 zum Gouverneur von Massachusetts ernannt wurde.
Später gab es etliche Versuche, ein solches Amt wieder einzuführen. Diese wurden jedoch alle zurückgewiesen.

## Neuzeit
Zu Beginn des 21. Jahrhunderts wurde die Schaffung des Amts in der Öffentlichkeit New Jerseys diskutiert und es setzte sich die Idee durch, das Amt zu schaffen. Im Wesentlichen beruhte diese Idee auf zwei Gründen:
- Das Volk bekommt mehr Mitbestimmungsrecht, wenn das Amt demokratisch gewählt wird.[7]
- Die Praxis des „acting Gouverneurs“ sei eine unzulässige Überschreitung der Gewaltenteilung.[7][8]

### Referendum
2005 wurde dann ein Referendum durchgeführt. Nachdem sich eine Mehrheit für die Einführung des Amtes ausgesprochen hatte, verabschiedete die General Assembly die „Assembly Concurrent Resolution No. 100“ (ACR100), die den Weg für eine Verfassungsänderung freimachte.

## Liste der Vize-Gouverneure

### Koloniale Periode
| Porträt                                                                              | Vize-Gouverneur             | Amtsbeginn | Amtsende | Ernannt von      | Royal Governor |
| ------------------------------------------------------------------------------------ | --------------------------- | ---------- | -------- | ---------------- | --- |
| —                                                                                    | Richard Ingoldesby († 1719) | 1702       | 1710     | Königin Anne     | - Edward Hyde, Viscount Cornbury (1702–1708) - John Lovelace, 4. Baron Lovelace (1708–1709) - diente als acting governor (1709–1710) |
| Porträt von Thomas Pownall, dem Lieutenant Governor von New Jersey von 1755 bis 1757 | Thomas Pownall (1722–1805)  | 1755       | 1757     | König George II. | - Jonathan Belcher (1747–1757) |

### Moderne Ära (2010–heute)
| # | Porträt                                                                             | Vize-Gouverneur           | Amtsbeginn        | Amtsende        | Position im Kabinett             | Gouverneur     | Partei                 |
| - | ----------------------------------------------------------------------------------- | ------------------------- | ----------------- | --------------- | -------------------------------- | -------------- | ---------------------- |
| 1 | Porträt von Kim Guadagno, dem Lieutenant Governor von New Jersey seit 2010          | Kim Guadagno (* 1959)     | 19. Januar 2010   | 16. Januar 2018 | Secretary of State of New Jersey | Chris Christie | Republikanische Partei |
| 2 | Porträt von Sheila Oliver, dem Lieutenant Governor von New Jersey von 2018 bis 2023 | Sheila Oliver (1952–2023) | 16. Januar 2018   | 1. August 2023  | Secretary of State of New Jersey | Phil Murphy    | Demokratische Partei   |
| 3 |                                                                                     | Tahesha Way               | 8. September 2023 |                 | Secretary of State of New Jersey | Phil Murphy    | Demokratische Partei   |